# Sétif (distrito)
Sétif é um distrito localizado na província de Sétif, Argélia.[carece de fontes?] Sua capital é a cidade de mesmo nome.

## Comunas
O distrito consiste em apenas uma única comuna:
- Sétif